# Dom Towarowy Woźniaka
Dom Handlowy Woźniaka, Dom Towarowy Woźniaka (pełna nazwa ofic. "Dom Handlowy Franciszka Woźniaka w Poznaniu") – dom towarowy w Poznaniu działający w okresie dwudziestolecia międzywojennego. Sklep ulokowany był w kamienicy przy Starym Rynku nr 85, na narożniku z ul. Rynkową. Jego założycielem i właścicielem był kupiec wielkopolski Franciszek Woźniak (1891–1986). 
Budynek był dawniej siedzibą hrabiów Mycielskich, później miał licznych lokatorów. W 1904 r. miał w nim miejsce pożar, a rok później budynek został przebudowany na dom handlowy wg projektu Martina Sonnabenda. Właścicielem był wówczas Samuel Santer, a mieściły się w nim liczne sklepy. Franciszek Woźniak kupił go w dwóch ratach w 1925 r. i uruchomił sklep bławatny. Sprzedawał m.in. materiały na ubrania, futra, bieliznę, obrusy, dywany i galanterię. Pod koniec lat 30. w sklepie zatrudnionych było ok. 70 pracowników i 30 uczniów. Franciszek Woźniak uzyskał na tyle silną pozycję w kręgach handlowych, że w 1936 r. został wybrany na prezesa wielkopolskiego Związku Towarzystw Kupieckich. Wygląd domu handlowego Woźniaka w 1937 r. można zobaczyć na druku reklamowym zamieszczonym na s. 439 Kroniki Miasta Poznania z 2003 r.
W 1939 r. dom handlowy został przejęty przez Niemców. Woźniak przeniósł się do Lublina, gdzie 1 września 1939 r. uruchomił filię sklepu. Kamienica przy Starym Rynku 85 została całkowicie zniszczona w 1945 r Po wojnie odbudowana w stylu późnobarokowym.
W domu handlowym Woźniaka od 1937 r. terminował Stefan Stuligrosz. Kurs kupiecki ukończył w czerwcu 1939 r. z najlepszym świadectwem, a Woźniak, w uznaniu dla jego pracowitości, zdecydował o zatrudnieniu go od 1 września w biurze sklepu na 2 h dziennie, ale z pełną pensją, aby Stuligrosz mógł podjąć naukę śpiewu w Konserwatorium Muzycznym. Wcześniej analogicznie wspierał wykształcenie Mariana Sobieskiego.